# Process (album, Sampha)
Process je první studiové album anglického hudebníka Samphy. vydáno bylo dne 3. února 2017 společností Young Turks a spolu se Samphou se na jeho produkci podílel Rodaidh McDonald. Album získalo cenu Mercury Prize. Umístilo se v hitparádách řady zemí, například v americké Billboard 200 se dostalo na 51. místo. Časopis NME album začal na 23. příčku nejlepších alb roku 2017.

## Seznam skladeb
1. Plastic 100 °C – 5:16
2. Blood on Me – 4:06
3. Kora Sings – 4:17
4. (No One Knows Me) Like the Piano – 3:38
5. Take Me Inside – 2:18
6. Reverse Faults – 4:13
7. Under – 4:41
8. Timmy's Prayer – 4:23
9. Incomplete Kisses – 3:53
10. What Shouldn't I Be? – 3:32